# Макизпорт (Пенсилванија)
Макизпорт (енгл. McKeesport) град је у америчкој савезној држави Пенсилванија. По попису становништва из 2010. у њему је живело 19.731 становника.

## Демографија
Према попису становништва из 2010. у граду је живело 19.731 становника, што је 4.309 (17,9%) становника мање него 2000. године.
| Група             | 2000.          | 2010.          |
| Белци             | 17.238 (71,7%) | 12.132 (61,5%) |
| Афроамериканци    | 5.881 (24,5%)  | 6.301 (31,9%)  |
| Азијати           | 30 (0,1%)      | 52 (0,3%)      |
| Хиспаноамериканци | 361 (1,5%)     | 451 (2,3%)     |
| Укупно            | 24.040         | 19.731         |